# Otocisto
Se llama otocisto a una vesícula auditiva presente en ciertos animales. 
Los otocistos son en número par y están situadas, por ejemplo, en los moluscos debajo del esófago. Estas vesículas encierran unas concreciones especiales llamadas otolitos que son unos huesecillos o concreciones que flotan en un líquido linfático prendidos a las extremidades del nervio acústico.
Los otocistos están tapizados por grandes células ciliadas y llenas de un líquido llamado endolinfa.